# Juan Manuel Rigau
Juan Manuel Rigau (Buenos Aires, 16 de diciembre de 1983) es un político argentino. Se desempeñó como Juez de Paz de El Trapiche entre 2009 y 2010. Fue elegido diputado provincial por el Departamento Pringles en dos oportunidades (2013 y 2017), cargo al que renunció en el año 2019 para asumir la intendencia de la localidad de El Trapiche, San Luis, Argentina. Hasta el 14 de noviembre de 2024 se desempeñó como Ministro de Turismo y Cultura de la Provincia de San Luis. 
En la actualidad se dedica a la Doma Equina.

## Biografía
Nació circunstancialmente en Buenos Aires por la carrera militar de su padre, pero a  los cuatro años su familia se trasladó  a la San Luis, de donde era originaria. Desde joven se interesó por la historia y tradiciones de su patria, motivo por el cual ingresó al Colegio Militar de la Nación, abandonando para dedicarse de lleno a la política en la villa turística de El Trapiche.[cita requerida]

## Carrera política
Juan Manuel Rigau se involucró por primera vez en política entre los años 2009 y 2010 como Juez de Paz de El Trapiche, renunciando a su cargo para postularse como intendente en los comicios provinciales del año 2011. Luego de su derrota comenzó su campaña política por  diferentes localidades de departamento Pringles, ganando las elecciones legislativas en los comicios del año 2013 y obteniendo el cargo de diputado. La misma banca fue renovada en la votación del año 2017 siendo mandatario hasta 2019, cuando fue elegido Intendente de la villa.
En el año 2023, finalizando su mandato como intendente, se incorpora al gabinete del gobernador de San Luis, Claudio Poggi, como Ministro Secretario de Estado de Turismo y Cultura, cargo que ocuparía hasta noviembre de 2024.
Rigau es afiliado y militante de la Unión Cívica Radical y pertenece a la Alianza Juntos por el Cambio (a nivel nacional) y San Luis Unido (provincial).